# Кристен, Матиас
Матиас Кристен (нем. Mathias Christen; 18 августа 1987, Вадуц, Лихтенштейн) — лихтенштейнский футболист, выступавший на позиции полузащитника. Сыграл 36 матчей за  сборную Лихтенштейна. Брат футболиста Андреаса Кристена, игрока клуба «Букс». Обладатель Кубка Лихтенштейна 2009/2010 в составе «Вадуца».

## Клубная карьера
Воспитанник лихтенштейнского «Тризена», играл за лихтенштейнские «Бальцерс» и «Вадуц», а также швейцарские «Виль», «Линт 04» и «Госсау». В марте 2012 года перешёл в «Эшен-Маурен».

## Карьера в сборной
Привлекался в юношеские и молодёжные сборные Лихтенштейна. Дебютировал в сборной Лихтенштейна 20 августа 2008 года в товарищеском матче против сборной Албании, заменил на 46-й минуте Андреаса Герстера. Провел 36 матчей и забил 2 гола.